# Blaasvaren
De blaasvaren (Cystopteris fragilis) is een varensoort uit de familie Cystopteridaceae. De plant is in België en Nederland zeldzaam. Deze plant is wettelijk beschermd door de Wet Natuurbescherming. De soort komt vooral voor op kalkrijke bodem in loofbossen en op rotswanden. De blaasvaren dankt zijn naam aan de blaasvormige dekvliesjes waarmee de onrijpe sporenhoopjes bedekt zijn.

## Kenmerken
De bladen overwinteren niet. Ze staan in een bundel bij elkaar en zijn maximaal 40 cm lang. De steel is korter dan de bladschijf. De bladsteel is groen tot lichtbruin, dun en breekbaar. Het blad is lichtgroen, langgerekt driehoekig tot ovaal en drievoudig gedeeld. De deelblaadjes zijn fijn en kort. De onderste deelblaadjes zijn meestal iets korter dan de daarboven gelegen deelblaadjes.
De sporendoosjes liggen in losse ronde tot ovale hoopjes langs de nerven aan de onderzijde van het blad. De sporen zijn rijp van juni tot september. Jonge sporenhoopjes worden afgedekt door lichtgekleurde, blaasvormige dekvliesjes.

## Ecologie
De blaasvaren komt voor op matig voedselrijke, kalkarme tot kalkrijke bodem. De soort is meestal te vinden op vochtige rotswanden, holle wegen en bemoste boomstammen in de schaduw, dikwijls onder druppelend water of in de buurt van watervallen. De plant verdraagt geen droogte.
In bewoonde en stedelijke gebieden groeit de varen soms op oude vochtige muren, kaden en waterputten.

### Plantengemeenschap
Blaasvaren is een kensoort voor de muurvaren-klasse (Asplenietea).

## Verspreiding
De blaasvaren komt over de hele wereld voor in gematigde tot warme streken.
In België is de soort vrij zeldzaam in het Maasgebied. In Vlaanderen en Nederland is de plant zeer zeldzaam.

## Verwante en gelijkende soorten
De blaasvaren heeft in België en Nederland geen directe verwanten binnen hetzelfde geslacht. 
De blaasvaren kan verward worden met de zwartsteel (Asplenium adiantum-nigrum). Deze soort heeft ongeveer dezelfde vorm, komt in dezelfde biotopen voor en heeft bijna hetzelfde verspreidingsgebied. De zwartsteel heeft echter bredere, driehoekige bladen met langwerpige tot streepvormige sporenhoopjes en een glanzende, zwarte of donkerbruine steel.

## Bedreigingen en bescherming
In Vlaanderen staat de blaasvaren op de Vlaamse Rode Lijst (planten) als zeldzaam tot zeer zeldzaam.
In Nederland staat de soort op de Nederlandse Rode Lijst (planten) als zeer zeldzaam en sterk in aantal afgenomen.
tevens staat de soort op tabel 2 (Overige soorten) van de Flora- en faunawet.

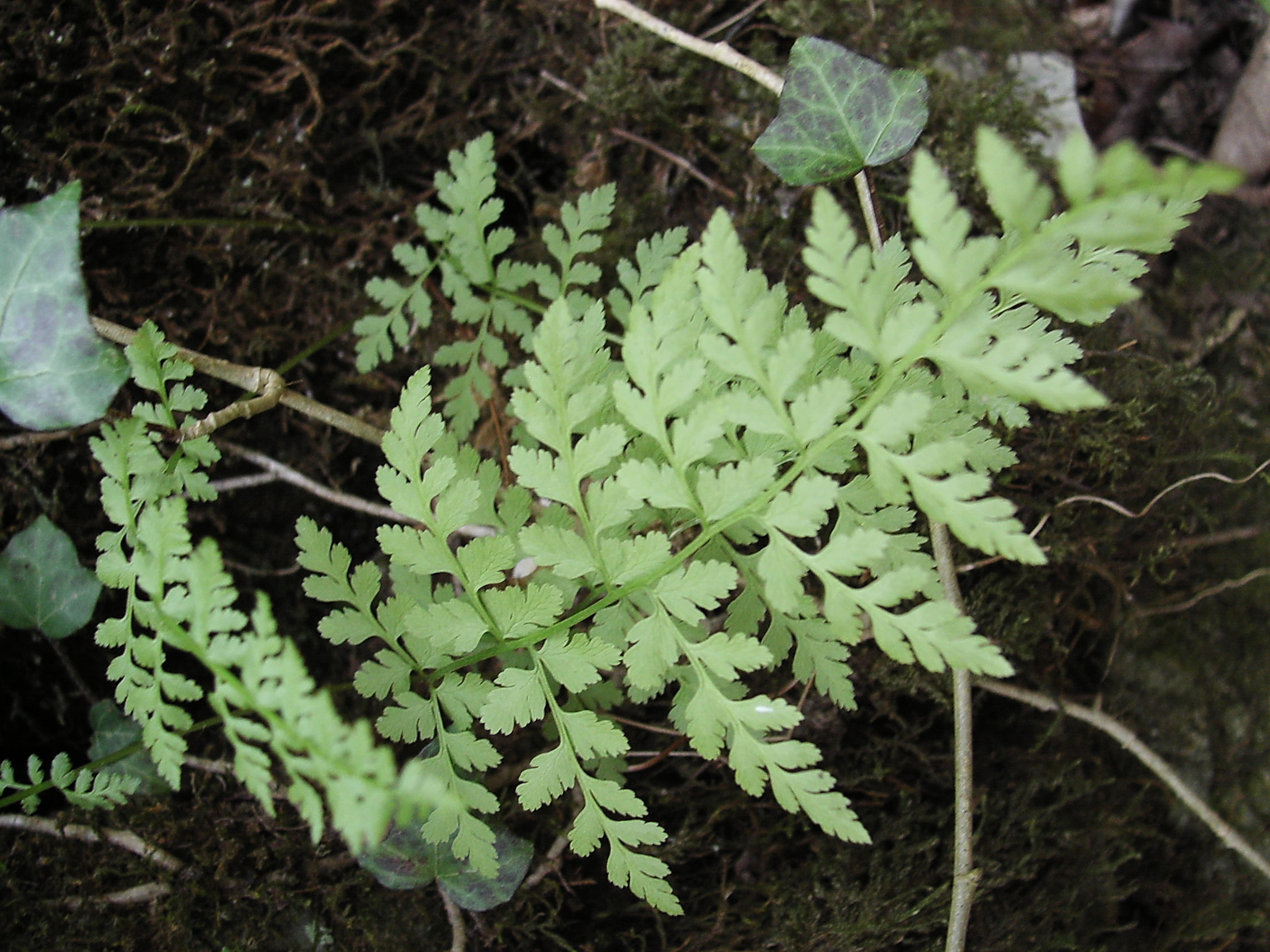
Blaasvaren, rotswand, Lesse (België)